# Digne-les-Bains

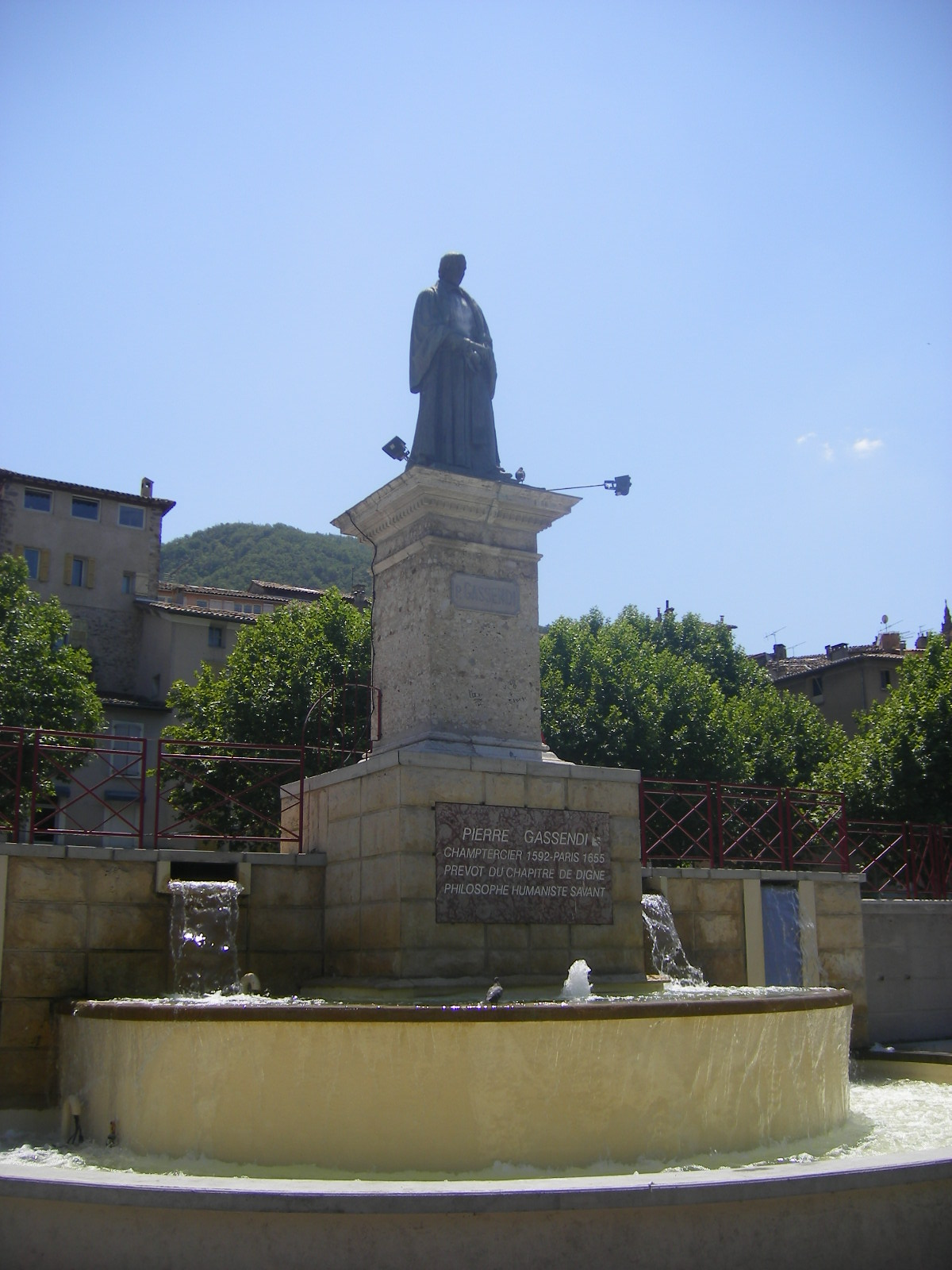
Pierre Gassendi szobra

Digne-les-Bains város Franciaország délkeleti részén, Provence-Alpes-Côte d’Azur régióban, Alpes-de-Haute-Provence megye székhelye (prefektúra). A település közelében történt 2015 márciusában a 
Germanwings 4U 9525 járatszámmal közlekedő Barcelonából Düsseldorfba tartó Airbus A320-as repülőgépének tragédiája.

## Fekvése
A város egy kisebb medence központja, az Alpok előhegyei, a Préalpes de Digne közepén. Ritkán lakott, de geológiai értelemben érdekes vidék, ezért védett geológiai körzetet hoztak létre a város közelében, jelentős a városban működő Földtani Kutatóintézet. A település közelében fakadó gyógyforrásra az elmúlt évtizedben modern fürdőcsarnok épült. A környező szelídebb lankákon hatalmas levendulamezők vannak.

## Története
Digne mintegy tizenhatezer lakosú város, megyeszékhely és püspökség. 1805-től 1838-ig állt a püspökség élén az a Monseigneur Miollis, akit Victor Hugo A nyomorultak c. regényében „egy igaz ember”-ként festett le.
A városon halad keresztül a „Napóleon út” (Route Napoléon), amelyen 1815-ben az elbai száműzetéséből visszatérő Napóleon császár Párizs felé utazott.

## Látnivalók
- Ancienne cathédrale Notre-Dame-du-Bourg – a templom 1200 és 1330 között épült, román stílusban. Bejáratát kőoroszlánok őrzik, a kapu felett nagy rózsaablak van. A főhajó bal oldalán álló márvány oltár a meroving korból származik.
- Musée municipal – a múzeumban a város szülöttének, a matematikus Pierre Gassendi emlékkiállítása, régészeti és kisebb festészeti kiállítás van.
- Fondation Alexandra David-Néel – az alapítvány névadója, Alexandra David-Néel a huszadik század első harmadában Kelet, főként Tibet kutatója volt, itteni házát a kutatóútjain összegyűjtött tárgyakkal valóságos buddhista szentéllyé alakította át.

## Galéria

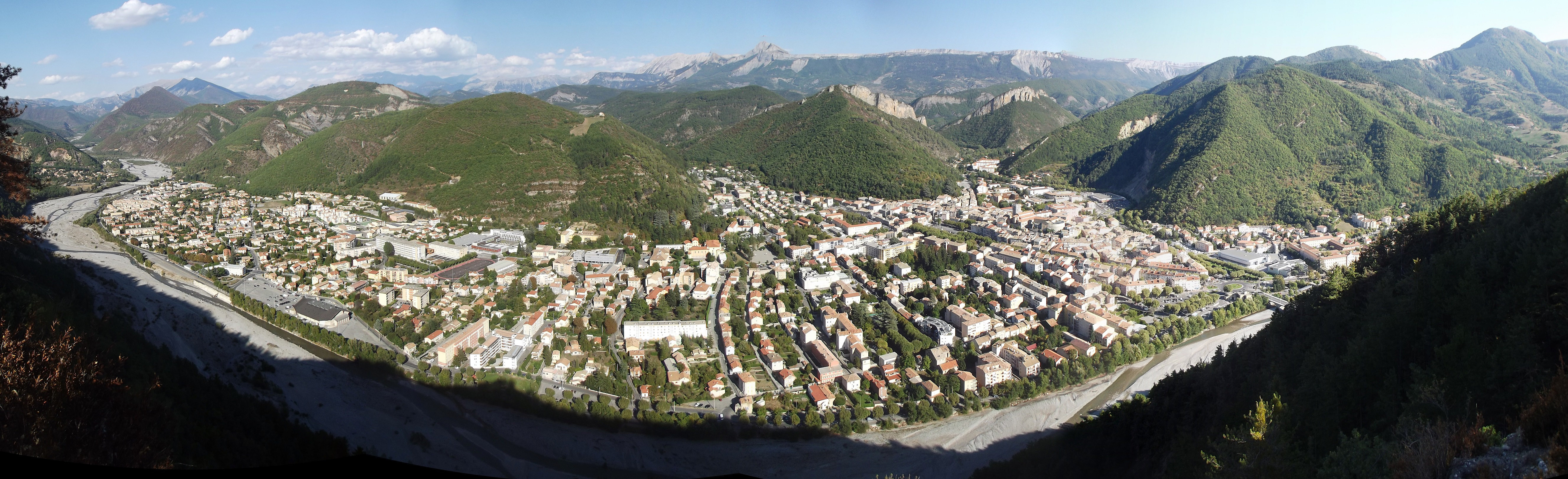
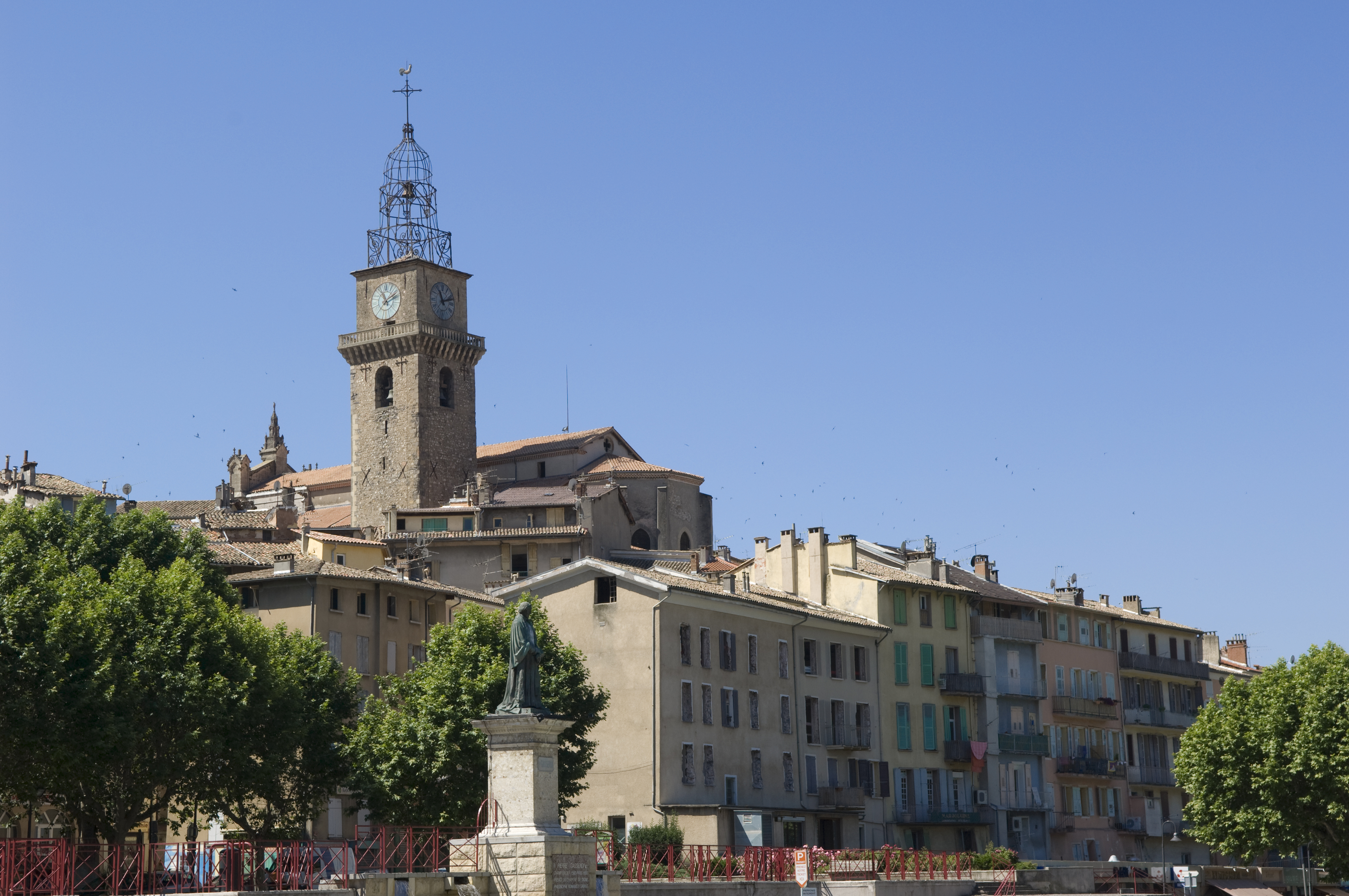
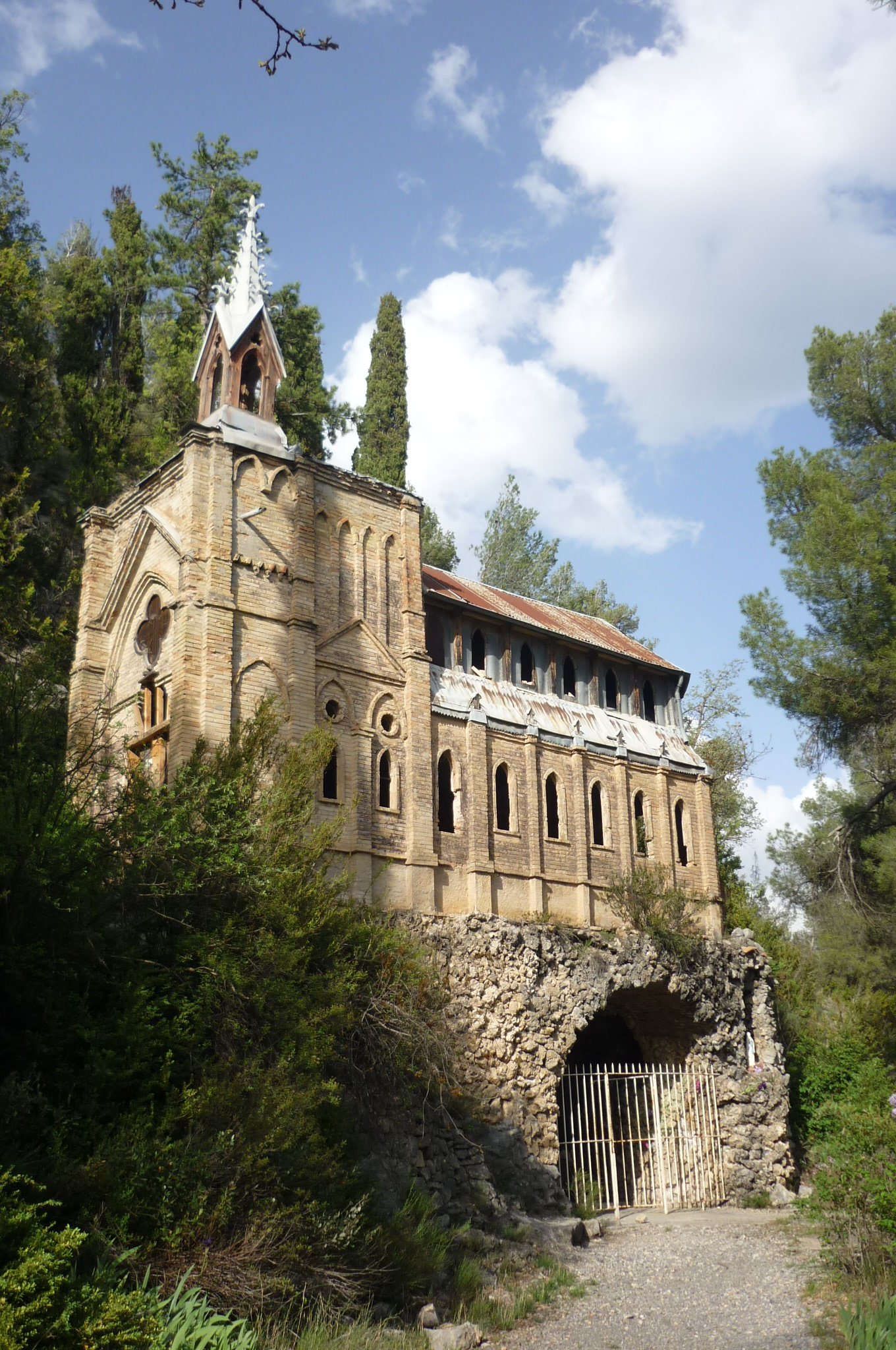
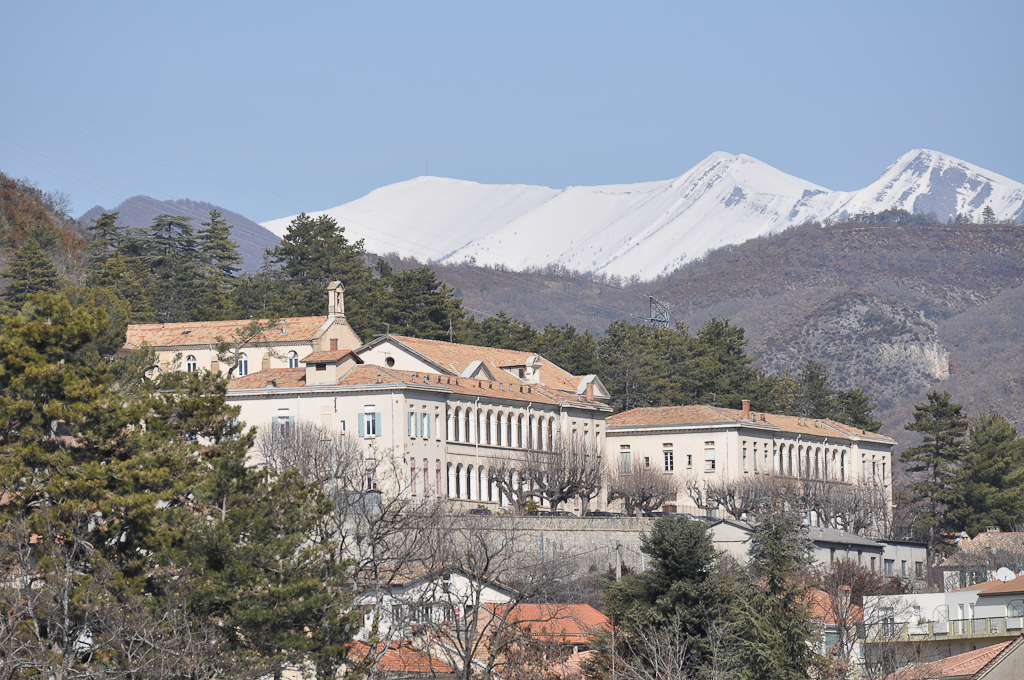
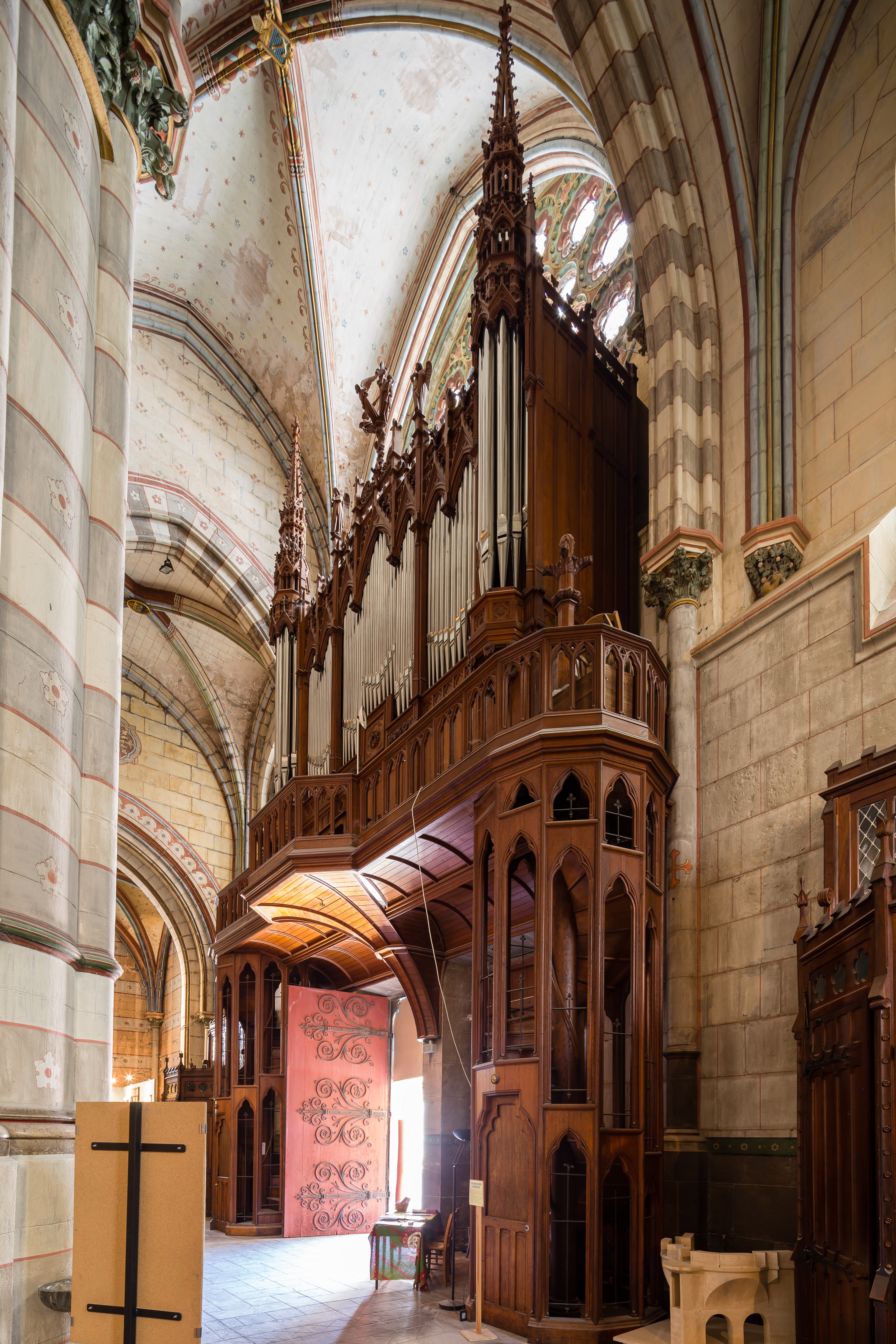
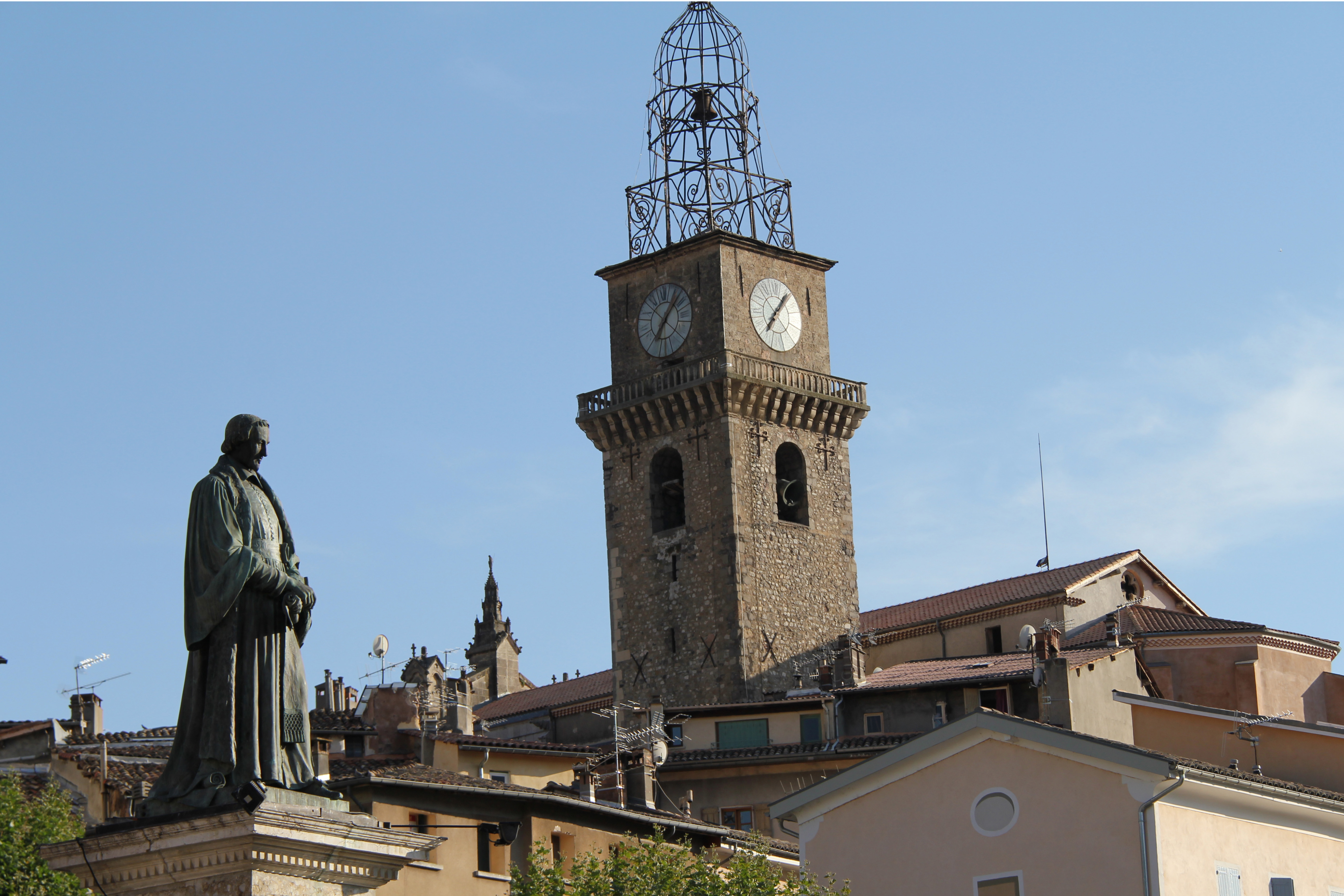
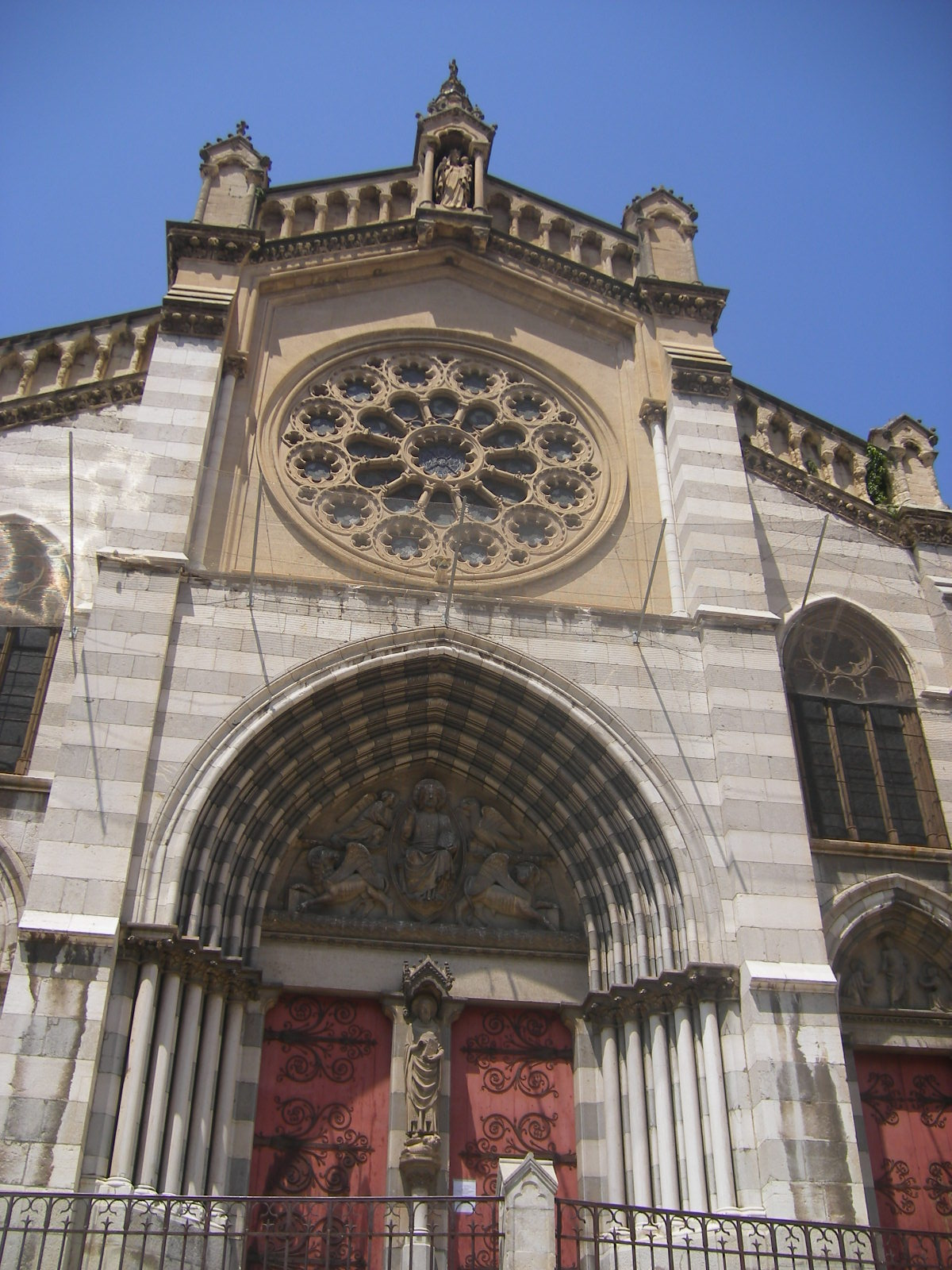
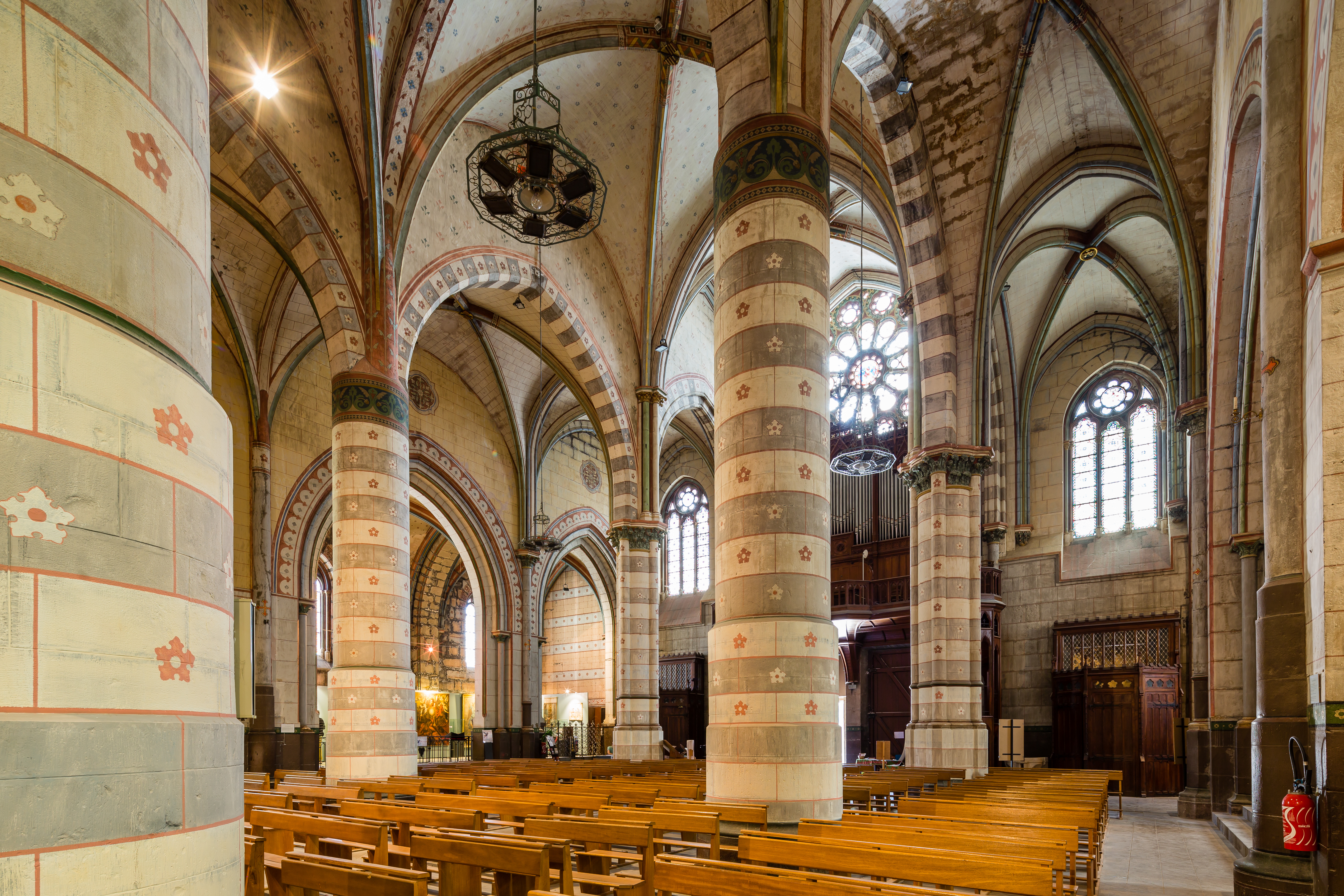
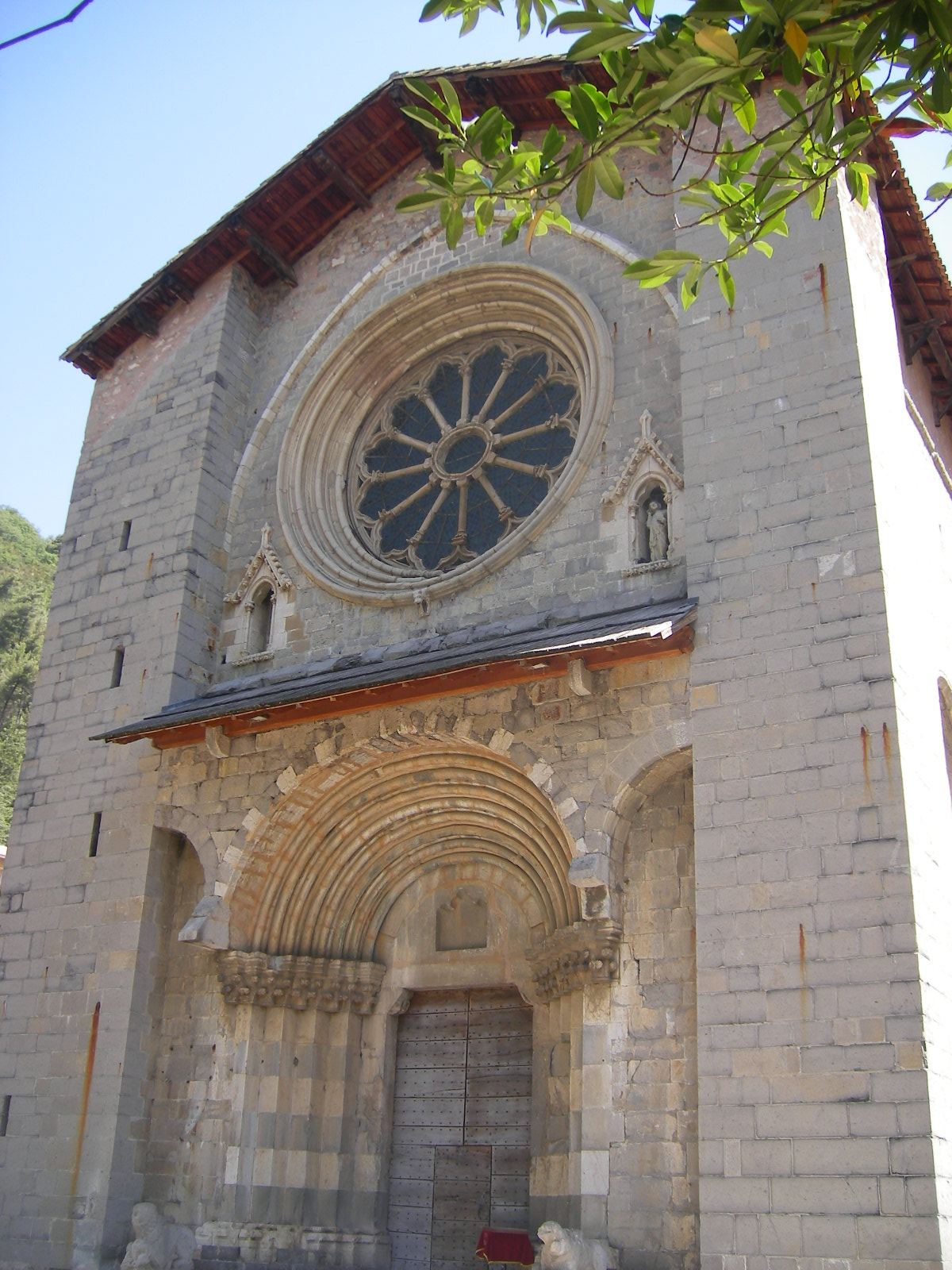

## Testvérvárosai
- Bad Mergentheim
- Borgomanero
- Douma
- Kamaisi